# Pócs Péter
Pócs Péter (Pécs, 1950. szeptember 14. –) Munkácsy Mihály-díjas magyar képzőművész, grafikusművész, tervezőgrafikus.

## Élete
1971-ben érettségizett a Pécsi Művészeti Gimnázium ötvös szakán, 1972-től tervezőgrafikusként tevékenykedik, és kulturális (színházi, kiállítási, fesztivál), valamint 1989-től politikai és szociális plakátokat tervez. Egyetlen kereskedelmi megrendelője T. Nagy Tamás sajtkereskedő. Szellemi mesterei Henryk Tomaszewski, Waldemar Świerzy és Konecsni György. A Nyugatmagyarországi Egyetemen 2010-ben Formatrvező Művész diplomát szerzett. Sajátos, mintázott, épített, festett – majd fotózott – sógyurmából, agyagból és más anyagokból készült plasztikus plakátjai jól felismerhetők. Nemzetközi meghívásos plakát szimpóziumok rendszeres résztvevője, munkáival folyamatosan szerepel nemzetközi kiállításokon, biennálékon, triennálékon. A DOPP művészcsoport (1987) alapító tagja, 1991 óta pedig egyszemélyes műhelyében, a POSTER’V Design Studio-ban dolgozik. A Magyar Plakáttársaság alapítótagja (2004), kilépéséig annak első elnöke. 2008-ban létrehozta az egyszemélyes Magyar Plakátmagány Társaság-ot, melynek örökös tagja.

### Magánélet
Szülei Paál Margit (Kisgalambfalva), 1917-1971) és Pócs Ferenc (Bánffyhunyad, 1910-1971), házastársa Galambos Judit, gyerekei Pócs Eszter, grafikus (1974-), Pócs Judit, iparművész (1976-) és Pócs Lukács, (2011-).

### Idézetek
"A plakát az utca ruhája."
"A klasszikus értelemben vett plakátművészet szerepe a XX. század végére átértékelődött. A rádió, televízió és internet térhódításával a plakát jelentősége csökkent, de létjogosultsága és fontossága megmaradt. Ugyanakkor visszavonhatatlanul kivált a fogyasztást ösztönző poszterrengetegből. Részben illegalitásba – kiállítótermekbe – vonult, ma innen küldi üzeneteit kulturális, szociális és társadalmi kérdésekre."
„'A PLAKÁT' – a kereskedelmi és gigantposzterekkel szemben – melyek főképp a pénzről és hatalomról szólnak – elsősorban nem eladni akar. Legfőbb céljának – az esztétikumon túl – továbbra is az elgondolkodtatást és továbbgondolkodtatást tartja. A plakáttervező felvet valamit, melyet a nézőnek, mint befogadónak kell befejeznie."
"A képzőművészetben a plakát a 'konkrét' zene. A plakáttervező kötelezően a humanitás talaján kell álljon, ezért bizonyos értelemben ő az adott kor lelkiismerete. Minden esetben feladványokat, feladatokat old meg. Verbális kérdésekre keres és ad vizuális válaszokat. A kimondhatatlant önti képi formába. Ahol a szó véget ér, ott kezdődik a plakát. A plakát metafora."
"A plakát az én gyors, aktuális, vizuális üzenetem arról, mit gondolok, mit érzek. Plakátjaim a világgal folytatott végtelen dialógusom részei. A plakátom én vagyok."
"A plakát a pillanat műfaja, aktualitását többnyire gyorsan elveszíti, de a jó plakát képzőművészeti értékét időtlen ideig megtartja. A plakát kordokumentum."

### Egyéb
1993-ban a “2. Kecskeméti Animációs Filmszemle” c. plakátját beválogatták a „Világ 100 legjobb plakátja Európából és Amerikából 1945–1990” című kiállításba és kötetbe.
2009-ben “T. Nagy Tamás Sajtkereskedése” plakátsorozata az Osakai Nemzetközi Meghívásos Plakát Triennale fődíját, a 5 Star Award-ot nyerte el.
2022-ben Széchenyi Irodalmi és Művészeti Akadémia szenior tagjává választotta a Képző- és Iparművészeti Osztályba.

## Munkásság

### Jelentősebb önálló kiállítások
- 1985 – Duna Galéria, Budapest
- 1987 – Stedelijk Múzeum, Amszterdam
- 1987 – Képzőművészeti Akadémia, Stuttgart
- 1987 – Dorottya utcai Kiállítóterem, Budapest
- 1987 – Plakátmúzeum, (DOPP), Lahti (SF)
- 1988 – Városház Galéria, Castelmoron d’Albret
- 1989 – Burg Galéria, Halle
- 1990 – Pécsi Galéria, Pécs
- 1990 – Vigadó Galéria, Budapest
- 1992 – La Grange de Dorigny, Lausanne
- 1992 – Obenbare Bibliothek, Amszterdam
- 1994 – Frontenac Galéria, Montreál
- 1994 – Jan Koniarek Galéria, Nagyszombat
- 1994 – Piccolo Teatro Perempruner, Torino
- 1994 – Festőterem, Sopron
- 1995 – Művészetek Háza, Szekszárd
- 1996 – Gyulai Vár Lovagterme, Gyula
- 1996 – Ginza Graphic Gallery (DOPP), Tokió
- 1997 – Magyar Ház, Berlin
- 1997 – Városi Művelődési Központ, Szolnok
- 1997 – Konecsni György Múzeum, Kiskunmajsa
- 1998 – Kultúrpalota, Marosvásárhely
- 1999 – Pod Jaszczurami, Krakkó
- 2000 – Magyar Ház, Prága
- 2000 – PSVMK Galéria, Győr
- 2001 – Városi Galéria, Párkány
- 2001 – Komédium Színház, Budapest
- 2001 – Dán Plakátmúzeum, Aarhus
- 2001 – Casa del Poeta, Mexikóváros
- 2002 – Lengyel Intézet, Budapest
- 2002 – Universidad La Salle DF, Mexikóváros
- 2002 – Casa de Cultura del Ayuntamiento Metepec, Edo. de Mexico
- 2002 – Universidad Autónoma de Guanajuato, Guanajuato
- 2003 – Hegyvidéki Kortárs Galéria, Budapest
- 2003 – Søndermølle, Viborg
- 2003 – Salas del exConvento del Carmen, Guadalajara
- 2003 – Instituto de Artes Plásticas U.V., Xalapa
- 2003 – Városház Galéria, Castelmoron d’Albret
- 2003 – Horvát Színház, Pécs
- 2004 – Vaerket, Randers
- 2004 – Gallery “Maysterina”, Kijev
- 2006 – Budapest Galéria, Budapest
- 2006 – Egyetemi Galéria, Xalapa
- 2009 – Városháza (Ducki, Orosz, Pócs), Aarhus
- 2009 – Stifts Múzeum (Ducki, Orosz, Pócs), Viborg
- 2011 – Museion No. 1, Budapest
- 2013 – Gheorghe Sincai Megyei Könyvtár, Nagyvárad
- 2014 – National Gallery of Arts, Tirana
- 2014 – 13th International Image Festival, Manizales
- 2016 – Nemzeti Galéria Kosovo, Pristina
- 2022 – Magyar Plakátmagány Társaság kiállítása, Fészek Galéria, Budapest[9]
- 2023 - Nemzeti Művészeti Akadémia, Szófia
- 2023 - Nemzeti Művészeti Akadémia Kihelyezett Tagozata, Burgasz
- 2024 - Átokplakátok, FUGA, Budapest
- 2024 - Pócs plakátok, ARTE Galéria és Aukciós Iroda, Budapest
- 2024 - Pócs Plakátok, University of Rzeszow

### Workshopok, előadások
- 1987 –  Képzőművészeti Akadémia, Stuttgart
- 2001 –  Casa del Poeta, Mexikóváros
- 2002 –  San Luis Potosi Egyetem – Facultad de Hábitat, San Luis Potosi
- 2002 –  20. Nemzetközi Alkalmazott Grafikai Biennale, Brno
- 2002 –  Moholy-Nagy Egyetem, Budapest
- 2003 –  ITEMS, Guadalajara
- 2003 –  Académico, Fac. de Artes Plásticas, Xalapa
- 2004 –  ESAG, Párizs
- 2009 –  Művészeti Akadémia, Osaka, Japán
- 2010 –  Nyugat-Magyarországi Egyetem, Sopron
- 2011 –  School of Arts, Design and Architecture, Helsinki
- 2013 –  Művészeti Akadémia, Szófia
- 2014 –  National Gallery of Arts, Tirana
- 2015 –  Skopje Poster Festival, Skopje
- 2023 - Nemzeti Művészeti Akadémia, Szófia
- 2023 - Nemzeti Művészeti Akadémia Kihelyezett Tagozata, Burgasz
- 2023 - Nemzeti Művészeti Főiskola, Plovdiv
- 2024 - Plakátmagány - A plakát kordokumentum (Korkép. Körkép. Kórkép), MTA 197. Közgyűlése, Budapest
- 2024 - Magyar Plakátmagány Társaság, University of Rzeszow

### Nemzetközi zsűri tagjaként
- 1994 –  2. Nemzetközi Plakát Triennálé, Nagyszombat
- 2002 –  XX. Nemzetközi Alkalmazott Grafikai Biennálé, Brno
- 2002 –  Nemzetközi Plakátbiennálé, Mexico City
- 2003 –  Nemzetközi Színházi Plakát Biennálé, Rzeszów
- 2004 –  ESAG, Párizs
- 2011 –  XVIII. Nemzetközi Plakátbiennálé, Lahti
- 2013 –  7th International Triennial of Stage Poster, Szófia (BG)
- 2015 –  Skopje Poster Festival, Skopje
- 2021 – I. Nemzetközi Plakátművészeti Biennálé, Szöul
- 2024 - 19th International Biennale of Theatre Poster Rzeszów

### Díjak, elismerések

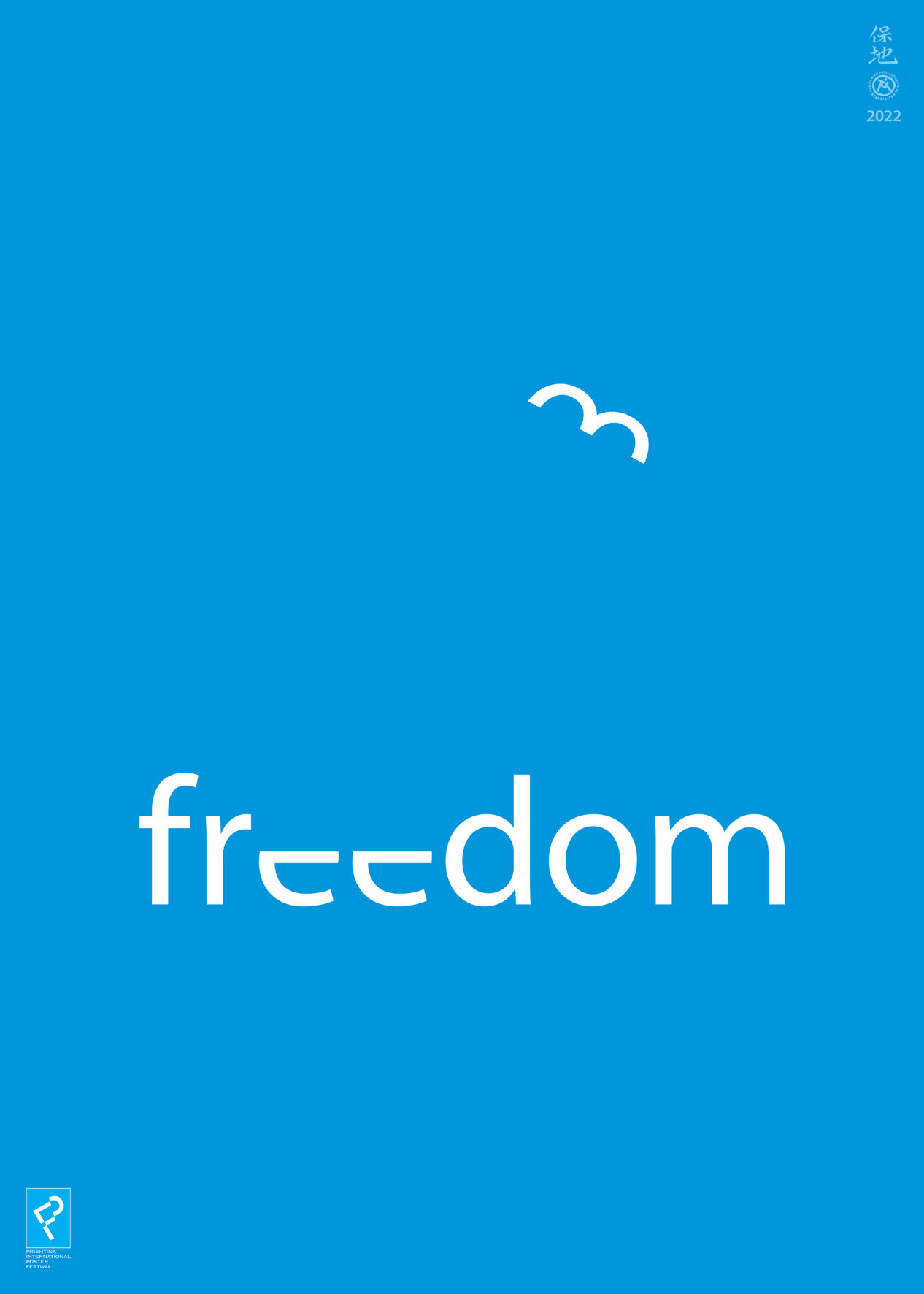
A Prishtinai Nemzetközi Plakát Fesztivál I. díjazottjaként végzett Freedom című plaká

- 1982 –  Fődíj, Az év legjobb plakátjai, Magyar Nemzeti Galéria, Budapest
- 1983 –  Aranyérem, Nemzetközi Filmplakát Kiállítás, Chicago
- 1983 –  Nívódíj, Az év legjobb plakátjai, Magyar Nemzeti Galéria, Budapest
- 1983 –  Stúdió díj, Fiatal Képzőművészek Stúdiója, Ernst Múzeum, Budapest
- 1984 –  Ifjusági díj, Intergrafik ’84, Berlin
- 1984 –  Nívódíj, Az év legjobb plakátjai, Magyar Nemzeti Galéria, Budapest
- 1984 –  Stúdió díj, Fiatal Iparművészek Stúdiója, Ernst Múzeum, Budapest
- 1984 –  Díj, Megyei Grafikai Kiállítás, Kecskemét
- 1984 –  2. díj, Új lenyomat, Magyar Nemzeti Galéria, Budapest
- 1985 –  Nívódíj, Az év legjobb plakátjai, Magyar Nemzeti Galéria, Budapest
- 1986 –  Bronzérem, Nemzetközi Plakátbiennálé, Brno
- 1986 –  Fődíj, Az év legjobb plakátjai, Magyar Nemzeti Galéria, Budapest
- 1986 –  Különdíj, The Hollywood Reporter, Nemzetközi filmplakát kiállítás, Hollywood
- 1986 –  Nívódíj, Az év legjobb plakátjai, Magyar Nemzeti Galéria, Budapest
- 1987 –  Különdíj, The Hollywood Reporter, Nemzetközi filmplakát kiállítás, Hollywood
- 1988 –  Ezüstérem, The Art Directors Club Winners 67th Annual Awards and 2nd Annual International Exhibition, New York
- 1988 –  Fődíj, Az év legjobb plakátjai, Magyar Nemzeti Galéria, Budapest
- 1988 –  Különdíj, Nemzetközi Plakátbiennálé, Varsó
- 1988 –  Zycie Warszawy díja, Nemzetközi Plakátbiennálé, Varsó
- 1988 –  Különdíj, Országos Alkalmazott Grafikai Biennálé, Békéscsaba
- 1989 –  Jules Cheret-díj, Nemzetközi Filmplakát Kiállítás, Annecy
- 1989 –  Első díj, Nemzetközi Fotószalon, Kalisz
- 1989 –  Nívódíj, Művelődési Minisztérium, Budapest
- 1992 –  EPICA Award (Europe’s Best Advertising) Párizs
- 1993 –  Különdíj, Cresta Awards, New York
- 1994 –  Mester Szem-díj, Nemzetközi Plakát Triennále, Nagyszombat
- 1996 –  Különdíj, Nemzetközi Meghívásos Plakátkiállítás, Fort Collins
- 1997 –  Munkácsy Mihály-díj, Budapest
- 1997 –  Négy bronzérem, 9th Annual Dimensional Art Directors and Illustrators Award Show, New York
- 2000 –  Ezüstérem, Nemzetközi Plakát Biennále, Mexikó
- 2002 –  Bronzérem, Nemzetközi Plakát Biennále, Szöul
- 2009 –  Kulturális Miniszter díja, XIX Nemzetközi Humor és Szatíra Biennáe, Gabrovo
- 2009 –  5 Stars Award fődíj, Nemzetközi Meghívásos Plakát Triennale, Osaka
- 2022 –  I. Díj, Prishtinai Nemzetközi Plakátfesztivál

### Ösztöndíj
1992 –  Római Magyar Akadémia, Róma

## Publikációk

### Kötetek
- 1990 –  Bakos - Hegyi - Ducki: Pócs Plakátok, Zrínyi Kiadó, Budapest, ISBN 963 02 7895 2
- 2000 –  Pócs Péter: UNITED COLORS OF HUNG(A)RY, Poster’V. Design Studio, Budapest
- 2000 –  Pócs Péter: Magyar Millennium, Poster’V. Design Studio, Budapest
- 2001 –  Sveistrup Jensen – Strougård - Piippo: Posters from Hungary, Poster’V. Design Studio, Budapest ISBN 963 00 7679 9
- 2002 –  Pócs Péter: (H)ARCOK, Poster’V. Design Studio, Budapest, ISBN 963 204 136 4
- 2003 –  Fitz – Bermúdez – Parti Nagy – Walton – Szakolczay – Hegyi: PÓCS - PLAKÁTOK - 2003 - 1977, Poster’V. Design Studio, Budapest,ISBN 963 212 056 6
- 2004 –  Irena Veshtak-Ostromenskaja: 50 Posters by Péter Pócs, Hungary; Poster’V. Design Studio, Budapest ISBN 963 216 553 5
- 2009 –  Hansen – Nyholm – Ducki – Orosz – Pócs: Magyar Karma, Poster’V. Design Studio, Gozo, Malta ISBN 978-963-06-7897-1
- 2014 –  Shabani – Fitz – Tërshana – Loesch – Ljubicic – Piippo – Bundi – Drewinski: Posters and Ideas, National Gallery of Arts, Tirana ISBN 978 99943 97747
- 2016 –  Gjikola – Maliqi: 3P3D, Péter Pócs Posters, Biblioteka Kombetare, Pristine ISBN 978 9951 587 58 7

### Válogatott kritikák
- 1982 –  P. Szabó Ernő: Pócs Péter, Művészet, 1982/5.
- 1983 –  Husz Mária: Pócs Péter plakátjai, Művészet, 1983/6.
- 1986 –  Borzák Tinor: A jó plakát: váratlan pofon, Új Tükör, 1986/47.
- 1987 –  P. Szűcs Julianna: Bele a képünkbe, Pócs Péter plakátjai a Dorottya utcai Galériában, Népszabadság, Budapest (H), 1987. április 29.
- 1987 –  Buda Ferenc: Kötésen át két szem figyel: Pócs Péter plakátjai, Forrás, 19. évf. 11.sz.
- 1988 –  Ligeti Nagy Tamás.: Én megcsinálom, ő betiltja, mi nem látjuk, Reform,1988/8.
- 1988 –  Hudra Klára: Kézjegy, Művészet, 1988/2.
- 1989 –  Koloh Elek: Egérfogó fogta csillag, Dátum, 1989/165.
- 1990 –  Margaret Timmers: Posters of Freedom, EYE, London (GB), 1990/1
- 1990 –  Gianfranco Torri: In manifesto senza publicitá, Linea Grafica, Milano (I), 1990/5
- 1990 –  Graphic Design in East Europe, IDEA Special Issue, (JAP), 1990/6
- 1990 –  FrankJános: Egy pamfletista - Pócs Péter; Vigadó Galéria (Budapest) Élet és irodalom, 34. évf. 44. sz. (1990.nov. 2.)
- 1990 –  Bakos Katalin: A változás jelei (Plakátok 1988 – 1990), Magyar Nemzeti Galéria,Budapest (H), HU ISSN 0231-2387
- 1991 –  Szakolczay Lajos: Gúny, öngúny, világmagyarázat – Pócs Péter plakátjai, Kortárs, 35. évf. 10. Sz.
- 1992 –  Art as Activist (Revolutionary Posters of Central and Eastern Europe), Universe Publishing, New York (USA), ISBN 0 87663 623 7
- 1992 –  Dana Bartelt: Art as Activist (Revolutionary Posters of Central and Eastern Europe), Communication Arts, (USA), January/February 1992
- 1993 –  Graphic Design of the World, Vol. 1, Kodansha, (JAP), ISBN 4 06 205144 3
- 1993 –  The 100 Best Posters from Europe and the United States 1945 - 1990, Toppan Printing Co., Ltd. Tokyo (JAP)
- 1993 –  Liz McQuiston: Graphic Agitation (Social and Political Graphics since the Sixties), Phaidon Press Ltd., London (GB), ISBN 0 7148 2878 5
- 1993 –  Europe without Walls (Art, Posters and Revolution 1989 - 93), edited by: James Aulich and Tim Wilcox, Manchester City Art Galleries, (GB), ISBN 0 90 1 673 44 7
- 1994 –  Kozák Csaba: Pócsul gondolkodni, Reklám és Grafika, Budapest (H), 1994/2
- 1995 –  Bakos Katalin: Musen und kanonen (Ungarische Plakatkunst der Gegenwart), Museum für Kunst und Gewerbe, Hamburg
- 1996 –  Jean-Luc Galus, Laure Vitrac, Christine Williame: Le Francais en Bac Pro / Textes et méthodes, Nathan
- 1997 –  Kozák Csaba: Pócs Péter tervező grafikusművész, Magyar Iparművészet, Budapest (H), 1997/2
- 1998 –  Margaret Timmers: The Power of the Posters, Victoria and Albert Museum London (GB), ISBN 1 85177 2405
- 1998 –  Eve M. Kahn: A Woman’s Leg, a Kitchen Floor, a Cheese, Print, (USA) March /April 1998
- 1999 - Bánszky Pál: „Kecskeméten mindíg úgy éreztem, hogy büntetésben vagyok“ Interjú Pócs Péter grafikus művésszel, Köztér, Kecskemét, 1999. november. 2
- 2000 –  James Aulich and Marta Sylvestrová: Political Posters in Central and Eastern Europe 1945 - 95 (Signs of the Times), Manchester University Press, (GB), ISBN 0 7190 5418 4 and 0 7190 5419 2
- 2001 –  Anthon Beeke – Alain Weil – Daniéle Devynck: Le Nouveau Salon des Cent, (Exposition International d’affiches), Editions Odyssée, (F), ISBN 2 909478 13 0
- 2001 –  Kortárs Magyar Művészeti Lexikon, Enciklopédia Kiadó, Budapest (H), ISBN 963 8477 46 6
- 2002 –  Kozák Csaba: Alátét, Orpheusz Kiadó, Budapest (H), ISBN 963 9377 29 5
- 2002 –  My Poster I am, Package Design, Peking (CN), ISSN 1007-4759
- 2002 –  Parti Nagy Lajos: A vizuális egérfogó, Élet és Irodalom, Budapest (H), 2002 október 4.
- 2002 –  Xavier Bermúdez: Péter Pócs, Lúdica, Mexikóváros (MEX), 2002 december
- 2004 –  Péter Pócs, PISO 04, Guadalajara (MEX)
- 2005 –  Milton Glaser - Mirko Ilic: The design of Dissent, Rockport Publishers, New York (USA)
- 2005 –  Jianping He: All men are brothers, Hesing, Shanghai + Berlin (PRC+D) ISBN 3-9810544-0-7
- 2006 –  Milton Glaser - Mirko Ilic: The design of Dissent, Editorial Gustavo Gili, SA, Barcelona (ES) ISBN 978-84-252-2076-0 and ISBN 84-252-2076-9
- 2006 –  Lajos Lóska: Plakátharsonák, Új Művészet, 05 / 06, Budapest (H)
- 2006 –  1956 on posters, Hungarian Poster Association, Budapest (H) ISBN 963-061-116-3
- 2006 –  TrencsényiZoltán: PócsPéter, Plakátmánia, Népszabadság, 64.évf., 51.sz.
- 2008 –  Dimitris Arvanitis: Péter Pócs (One of the Last Poster Maniac Artist), Adobe 5 / 08, Athens (GK)
- 2008 –  Péter Pócs: Poster is me, New Graphic, 16 / 08, Nanjing (PRC)
- 2008 –  From the end of 1900’s to the beginning of the XXI century, Trama Visual, México (MEX)
- 2009 –  The letters of Bulgaria alphabet of Europe, ITOSP, Sofia, 2009 (BG)
- 2009 –  Humour (Posters from around the world), Kunstmuseum, Cottbus ISBN 978-3-928696-94-4
- 2009 –  World of Posters Danish Poster Museum, Århus (DK) ISBN 87-90552-21-0
- 2009 –  Lars Dybdahl: The Global Poster, Nyt Nordisk Forlag Arnold Busck, Copenhagen (DK) ISBN 978-87-17-04058-8
- 2013 –  Aladár Szilágyi: “Posters start when words end.” Distance talk with Péter Pócs poster designer living in Tirana, Várad, 12 / 07, Oradea (RO)
- 2015 –  Art dhe veprimtari në GKA, Galeria Kombëtare e Arteve, Tiranë (AL)
- 2015 –  Sümegi: Posters of 1956. (1956-2006), Corvina Publishing House, Budapest (H) ISBN 978 963 13 6297 8
- 2015 –  Mónika Zombori: Exhibitions of the Studio in the mirror of contemporaneous documents,(3rd part: the Eighties), Artmagazin, 2015/10, Budapest (H) ISSN 1785-3060 2015 –  György Sümegi: Posters of Péter Pócs about 1956 (Each one has a wholesome story), Műértő October /2015, Budapest (H) ISSN 1419-0567
- 2017 –  Buda Ferenc: Pócs Péternek üdvözlet, Forrás, 49. évf. 1.sz.
- 2020 –  Varga Mihály: Pócs Péter Portré, PR Herald, 2020. július 1.
- 2022 - Steven Heller: The Daily Heller: Hungary, in Solidarity With Ukraine, Printmag, 2022. március 30.[10]
- 2023 - Kozák Csaba: PLAKÁTMAGÁNY, Balkon, 2023 - 1, 2[11]
- 2023 - Maya Stefanova: Peter Pocs and the world's richest language, Vijmag[12]
- 2023 - Maczó Péter: 3P/3D, Pócs Péter plakátjai, Magyar Grafika, 2023/5[13]
- 2023 - P. Szabó Dénes: A deviáns emberekben mindig van valami különleges, csak meg kell találni, Népszava, 2023/11[14]
- 2024 - Borzák Tibor: Minden plakát üzenet, Országút, 2024. november 14.
- 2024 - Pócscselekvés, Magyar Iparművészet, 2024/6
- 2025 - Steven Heller: The Daily Heller: Shock and Awful..., PRintmag, 2025. március 4.[15]
- 2025 - Péter Pócs: The Visual Philosopher of Hungarian Poster Art, Cootermag, 2025. április 27.[16]

## Videointerjúk, beszélgetések, előadások
- FUGA567_online: Átokplakátok. PÓCS Péterrel SÁROSDY Judit beszélget[17]
- Hiába hazugság, ha sokáig sulykolnak valamit plakátokkal, az beépül a tudatunkba | Pócs Péter[18]
- FUGA527_online: SZIMA – Építész kávéház: Plakáthelyzet[19]
- Plakátmagány – A plakát kordokumentum (Korkép. Körkép. Kórkép.) | Pócs Péter előadása[20]

## Művei közgyűjteményekben
- Magyar Nemzeti Múzeum, Budapest
- Korea Design Center, Soul
- Kecskeméti Képtár, Kecskemét
- Kunstbibliothek, Berlin
- Országos Széchényi Könyvtár, Budapest
- Kiscelli Múzeum, Budapest
- Museum für Kunst und Gewerbe, Hamburg
- Magyar Nemzeti Galéria, Budapest
- Franz Mayer Múzeum, Mexico City
- Moravská Galéria, Brno
- Munkácsy Mihály Múzeum, Békéscsaba
- Plakátmúzeum, Lahti
- Plakátmúzeum, Wilanow
- Victoria and Albert Museum, London
- Nemzeti Múzeum, Poznań
- Museum of Modern Art, Toyama
- Ogaki Poster Museum, Ogaki
- Museum of Modern Art, New York
- BMW Museum, München
- KG, Nagyszombat
- Humor és Szatíra Múzeum, Gabrovo
- Jerusalem Múzeum, Jeruzsálem
- Stedelijk Múzeum, Amszterdam
- M. Jose Luis Cuevas, Mexico City
- Toulouse- Lautrec Múzeum, Albi
- Staatliche Museum zu Berlin, Berlin
- CKS Art Gallery, Taipei
- Museum der Stadt, Osnabrück
- Wille de l’affiche, Chaumont
- Manchaster City Art Gallery, Manchester
- Curfmann Gallery, Fort Collins
- National Gallery of Arts, Tirana
- Pécsi Galéria, Pécs
- Katona József Múzeum, Kecskemét
- International Triennial of Stage Poster, Sofia